# موريس بيالا
موريس بيالا (بالفرنسية: Maurice Pialat)‏ (وُلد في 31 أغسطس 1925 - تُوفي في 11 يناير 2003) هو مخرج وسيناريست وممثل فرنسي. ولوحظ أسلوبه الصارم وغير العاطفي من أفلامه. غالبًا ما يوصف عمله بأنه "واقعي"،  على الرغم من أن العديد من نقاد السينما يعترفون بأنه لا يتناسب مع التعريف التقليدي للواقعية، لكنه واحد من أكثر المخرجين أهمية وإثارة للإهتمام وهو من الحاصلين على السعفة الذهبية.

## عن حياته
ولد بيالا في كونلات، بوي دو دوم، فرنسا. كان ينوي في الأصل أن يصبح رسامًا، لكنه لم يحالفه النجاح.  بعد أن حصل على كاميرا في سن 16، جرب يده في الأفلام الوثائقية قبل أن يخرج أول فيلم قصير، لامور موجود، في عام 1960.
جاء بيالا إلى صناعة الأفلام في وقت متأخر. أخرج أول فيلم روائي طويل له عام 1968 "الطفولة العارية" عن عمر يناهز 44 عامًا وهو من أهم الأفلام التي أخرجها. وفاز الفيلم، الذي شارك في إنتاجه مخرج الموجة الفرنسية الجديدة المخرج العبقري فرانسوا تروفو، بجائزة جان فيغو.
وصف بأنه "الطبيعة التي ولدت من الشكلية "وغالبًا ما يُقارن مع معاصره الأمريكي المخرج العظيم جون كاسافيتس.

## وصلات خارجية
- موريس بيالا على موقع IMDb (الإنجليزية)
- موريس بيالا على موقع مونزينجر (الألمانية)
- موريس بيالا على موقع ألو سيني (الفرنسية)
- موريس بيالا على موقع أول موفي (الإنجليزية)
- موريس بيالا على موقع قاعدة بيانات الأفلام السويدية (السويدية)
- موريس بيالا على موقع إن إن دي بي (الإنجليزية)
- موريس بيالا على موقع ديسكوغز (الإنجليزية)
- موريس بيالا على موقع قاعدة بيانات الفيلم (الإنجليزية)
- موريس بيالا على موقع كينوبويسك (الروسية)